# Clark’s Sike
Der Clark’s Sike ist ein Wasserlauf in den Scottish Borders, Schottland und Cumbria, England. Er entsteht im Süden des Larriston Fells und fließt zunächst in östlicher Richtung, er wendet sich dann aber nach Süden und bildet die Grenze von Scottish Borders und Cumbria. Bei seinem Zusammentreffen mit dem Queen’s Sike und einem unbenannten Zufluss entsteht der Kershope Burn.